# Pfaffia densipellita
Pfaffia densipellita är en amarantväxtart som beskrevs av Borsch. Pfaffia densipellita ingår i släktet Pfaffia och familjen amarantväxter. Inga underarter finns listade i Catalogue of Life.